# Diego Aznar
Diego Aznar Valero (Zaragoza, 20 de septiembre de 2003) es un futbolista español que juega como delantero centro en la SD Huesca "B" de la Tercera Federación.

## Trayectoria
Nacido en Zaragoza, se forma en el EM El Olivar, UD Amistad, Real Zaragoza y UD Montecarlo antes de unirse al CA Osasuna el 7 de julio de 2021. En 2022, tras dos semanas de prueba en el club, firma por la SD Huesca para jugar en su filial en la Tercera Federación, debutando el 11 de septiembre al entrar como suplente en la segunda mitad y anotando un gol para el empatar por 1-1 el encuentro frente al CD Cuarte.
Logra debutar con el primer equipo el 6 de mayo de 2023 en los minutos finales de una derrota por 2-1 frente al CD Leganés en la Segunda División.

## Clubes
Actualizado al último partido disputado el 27 de mayo de 2023.
| Club          | País   | Año       | Partidos | Goles |
| ------------- | ------ | --------- | -------- | ----- |
| SD Huesca "B" | España | 2022-act. | 29       | 23    |
| SD Huesca     | España | 2023-act. | 2        | 0     |